# Greenjolly
Greenjolly (ukrainisch: Ґринджоли, transkribiert Gryndscholy, auch Gryndzholy) ist ein ukrainisches Musikduo aus Iwano-Frankiwsk. Mit ihrem Rap- oder auch Hip-Hop-artigen Stück Rasom nas bahato („Zusammen sind wir viele“) schufen sie Ende 2004 die „Hymne der Orange Revolution“. Das Lied wurde während der Proteste gegen die Wahlfälschungen von den Massen gesungen. Das Duo gewann außerdem die ukrainischen Vorausscheidungen für den Eurovision Song Contest, der im Mai 2005 in Kiew stattfand.

## Geschichte
Greenjolly besteht aus Roman Kalyn und Roman Kostjuk, die bereits in der 1997 aufgelösten Reggae-Band Nema Marli zusammen gespielt hatten. Sie wählten eines der letzten Stücke der alten Band „Gryndscholy“ als Bandnamen für ihre neue Formation. Das Wort ist aus dem huzulischen Dialekt und bedeutet so viel wie „kleiner Holzschlitten“. Von Beginn an erwogen sie aber auch die englische Schreibweise Greenjolly.
War die Vorläuferband noch von klassischem Reggae geprägt, so experimentierte Greenjolly von Beginn an mit einer sehr fröhlichen, tanzbareren Variante. Thematisch kreisten sie um Winterthemen ihrer Heimat: Schnee, Berge, Schlittenfahren – ihr Stil erhielt deshalb den Namen „Winter-Reggae“.
1998/99 nahm das Duo an drei Festivals und Wettbewerben teil: Zukunft der Ukraine (Майбутнє України, 1998), Melodija (Мелодія, 1998 in Lemberg) sowie Perlen der Saison (Перлини сезону, 1999), wo sie ihre ersten drei Stücke spielten. Sie gewannen jedoch als jeweils Zweitplatzierte keine Preise und entschieden, an keinen weiteren Veranstaltungen dieser Art teilzunehmen. In der Folgezeit experimentierten sie mit verschiedenen Stilen, darunter eher lyrische Rockballaden, danach hatten sie eine akustische Phase, in der sie ihre alten Songs neu arrangierten, wobei sie Akustikgitarren, Gamben und Tamburins einsetzten. Mit diesem Programm tourten sie einige Monate durch die westukrainischen Klubs.
In den Jahren 2003/04 ruhte das Projekt der beiden Musiker – sie arrangierten für andere Künstler im eigenen Tonstudio Roma Record (Рома Рекорд) und produzierten keine neuen eigenen Stücke. Roman Kostjuk arbeitete als Tonregisseur beim Radiosender Sachidnyj Poljus (West-Pol); Roman Kalyn leitete zwei Projekte bei dem lokalen Fernsehsender Tretja Studija (Studio 3).
Als Ende 2004 nach den Wahlfälschungen während der Präsidentschaftswahlen in der ganzen Ukraine Protestveranstaltungen stattfanden, waren gerade in der Westukraine und in Greenjollys Heimatstadt Iwano-Frankiwsk Zehntausende Menschen auf der Straße, so auch die beiden bis dahin nach eigener Aussage eher unpolitischen Musiker. Sie spielten auf einer der Veranstaltungen in der ersten Woche der Proteste zunächst ihre alten Stücke und schrieben im Anschluss innerhalb weniger Stunden den Hip-Hop-artigen Song Rasom nas bahato (Разом нас багато, Zusammen sind wir viele), der auf Zitate von Wiktor Juschtschenko und politische Parolen aufsetzte und auch textliche Anklänge an das chilenische Revolutionslied El pueblo unido jamás será vencido aus den 60er Jahren hat. Mit dem Titel trafen sie den Nerv der aufgewühlten Massen in der ganzen Ukraine – er wurde innerhalb kürzester Zeit zur „Hymne der Orangen Revolution“. Radiostationen spielten ihn mehrmals am Tag, und im Internet wurde er mehrere Millionen Male als MP3 heruntergeladen. Zu den Hochzeiten der Proteste war die MP3-Datei auf mehr als 30 Servern gespiegelt, um den Download-Ansturm zu bewältigen. An eine kommerzielle Verwertung dachten die beiden Musiker zum Zeitpunkt der Entstehung nicht.
Im Februar 2005 erhielt Greenjolly zum Dank für seine aktive Teilnahme an der Orangen Revolution eine Erinnerungsmedaille des neuen Präsidenten Wiktor Juschtschenko, auf der rund um eine aufgeschnittene Orange der Titel ihres Liedes eingeprägt ist.
Am 27. Februar 2005 gewann Greenjolly mit dem Titel die ukrainische Vorausscheidung für den Eurovision Song Contest, der im Mai 2005 in Kiew stattfand. Der Ablauf des Finales der nationalen Vorausscheidung war umstritten, da nach einer mehrstufigen Vorrunde im Finale noch vier Musikgruppen per Wildcard gesetzt wurden, darunter Greenjolly. Obwohl diese Vorgehensweise der Veranstalter nach den nationalen Wettbewerbsregeln zulässig war, stieß sie auf Kritik. Die Abstimmung erfolgte über eine Art TED per Telefon, und Greenjolly gewann vor Ani Lorak.
Anschließend wurden Plagiatsvorwürfe erhoben, das Lied sei ein direktes Remake des chilenischen Stückes; außerdem wurde darauf hingewiesen, dass die Regeln des Eurovision Song Contests keine politische Propaganda zulassen. Beide Punkte hätten eine Disqualifizierung der Band zur Folge haben können. Greenjolly kündigte daraufhin an, im Mai in Kiew einen englischen Liedtext zu singen, der nicht gegen die Regeln verstoße. Schließlich belegte das Duo mit dieser Version den 19. Platz beim 50. Eurovision Song Contest am 21. Mai.

## Diskografie
EPs
- 2004: Rasom nas bahato – nas ne podolaty! (Разом нас багато – нас не подолати!)